# Giuseppe Lombardi
Giuseppe Lombardi (Dronero, 11 maggio 1886 – Roma, 25 marzo 1978) è stato un ammiraglio italiano.

## Biografia
Nato a Dronero, in provincia di Cuneo, nel 1886, da Felice e Marianna Revelli, Lombardi entrò nell'Accademia Navale di Livorno nel 1905, uscendone tre anni dopo con il grado di guardiamarina. Con il grado di sottotenente di vascello, prese parte alla guerra italo-turca, distinguendosi a Tripoli, dove combatté nella compagnia da sbarco della corazzata Sicilia, e ricevendo una Medaglia d'Argento al Valor Militare. Fratello maggiore dei generali Giacomo Lombardi (alpini) e Carlo Lombardi (cavalleria), famoso il primo per aver comandato la div. di fanteria "Bresca" nel 1942, in Cirenaica e il secondo la fanteria della 3ª divisione celere in Russia nel 1941/1942.
Durante la prima guerra mondiale Lombardi, con il grado di tenente di vascello, fu comandante in seconda del cacciatorpediniere Francesco Stocco; durante il conflitto ricevette una Croce di Guerra al Valor Militare. Nel 1923, divenuto capitano di corvetta, partecipò allo sbarco a Corfù durante la crisi tra Italia e Grecia. Successivamente, promosso a capitano di fregata, fu comandante dell'esploratore Luca Tarigo e poi, dal 1932 al 1935, addetto navale in Spagna e Portogallo.
Dopo la promozione a capitano di vascello, Lombardi divenne comandante dell'esploratore Quarto e del Comando Superiore Navale Estremo Oriente. Comandò poi l'incrociatore Bari in Mar Rosso ed in seguito, tra il 1935 ed il 1937, l'incrociatore pesante Bolzano e l'incrociatore leggero Emanuele Filiberto Duca d'Aosta. Nel 1938 fu promosso a contrammiraglio e nominato comandante dell'Arsenale Militare Marittimo della Spezia; in seguito divenne comandante militare marittimo del Dodecaneso, con sede a Rodi.
Rimpatriato nel 1940, fu promosso ad ammiraglio di divisione quando l'Italia era già entrata nella seconda guerra mondiale. Per circa un anno fu a capo del servizio informazioni della Regia Marina (Servizio informazioni segrete, SIS); poi fu posto al comando dell'VIII Divisione Navale, partecipando a diverse missioni di guerra. Nel novembre 1941 la sua nave ammiraglia, l'incrociatore leggero Luigi di Savoia Duca degli Abruzzi, venne gravemente danneggiata da aerosiluranti durante una missione di scorta a convogli diretti in Libia.
Nel 1942, Lombardi venne nominato Comandante Superiore della Marina in Libia, con sede a Tobruk. In tale ruolo, tra il 13 ed il 14 settembre 1942, diresse la resistenza italo-tedesca ad un colpo di mano britannico volto ad occupare temporaneamente Tobruk, noto come Operazione Agreement; le forze sotto il suo comando respinsero tutti gli attacchi da terra e dal mare, decretando il completo fallimento di "Agreement" ed infliggendo agli attaccanti quasi 1400 perdite, al costo di 66 tra morti e feriti. Per questa vittoria, Lombardi fu decorato con la croce di cavaliere dell'Ordine Militare di Savoia.
Nell'agosto 1943, gli fu affidato il Comando Militare Marittimo della Grecia Occidentale (Marimorea), con sede a Patrasso. Dopo l'armistizio dell’8 settembre 1943, mentre le forze tedesche muovevano per occupare Patrasso e la zona circostante, Lombardi ordinò la partenza di tutte le navi presenti nei porti di sua giurisdizione, che poterono raggiungere quasi tutte l'Italia; successivamente, posto di fronte alla scelta di collaborare con i tedeschi ed aderire alla Repubblica di Salò, rifiutò ogni collaborazione, insieme a tutto il personale dipendente. Fu quindi dichiarato prigioniero di guerra ed inviato nel campo di prigionia di Schokken, in Polonia. Vi rimase fino al gennaio 1945, quando fu liberato dall'Armata Rossa; venne rimpatriato nel 1946.
Nello stesso anno, Lombardi fu posto in ausiliaria, venendo promosso ad ammiraglio di squadra nel 1952. Si trasferì poi in Argentina, dove svolse l'incarico di console d'Italia a Tucuman; tornò in Italia nel 1957. Morì a Roma nel 1978.